# Mauro Camoranesi
Mauro Germán Serra Camoranesi, född 4 oktober 1976 i Tandil, Argentina, är en argentinsk-italiensk före detta fotbollsspelare. Han flyttade till Italien 2000 och är italiensk medborgare och före detta landslagsman. Var även ordinarie i slutspelet när Italien vann VM guldet 2006. Camoranesi avslutade sin karriär efter säsongen 2013/2014. 